# Франковий Дуб (пам'ятка природи)
Франко́вий Дуб — ботанічна пам'ятка природи місцевого значення в Україні. Об'єкт природно-заповідного фонду Львівської області. 
Розташована в межах міста Львова, на вулиці Воробкевича, 3 (на приватній земельній ділянці Кметя Романа Петровича). 
Статус надано згідно з рішенням Львівської обласної ради від 18.03.2014 року № 989. Перебуває у віданні: на земельній ділянці Кметя Романа Петровича. 
Статус надано з метою збереження меморіального дуба. Дерево було висаджене 1926 року учнями, вчителями і батьками на території школи імені Князя Льва товариства «Рідна Школа» з нагоди 10-х роковин з дня смерті Івана Франка. 